# Csulim (Ob)
A Csulim (oroszul: Чулым) folyó Szibériában, az oroszországi Hakaszföldön, a Krasznojarszki határterületen és a Tomszki területen. Az Ob jobb oldali mellékfolyója.

## Földrajz
Hossza: 1799 km, vízgyűjtő területe: 134 000 km², átlagos vízhozama: 785 m³/s.
A Kuznyecki-Alatau lejtőin eredő Fehér- és Fekete Ijusz-folyók egyesüléséből keletkezik Hakaszföld északi határánál. Felső szakaszán hegyi jellegű folyó, Nazarovo és Acsinszk város között nagy kanyart képez. Acsinszk után észak felé folyik, a hegyekből kiérve ágakra bomlik, medre 1200 m-ig is kiszélesedik, széles árteret képezve kanyarog. A Kemcsug folyó torkolatától a Csulim nyugat-délnyugat felé halad, majd a Kija torkolatától élesen északnyugat felé fordul és jobbról ömlik az Obba.
A folyó főként olvadékvizekből táplálkozik, magas vízállása májustól júliusig tart. November elejétől április végéig befagy, a tavaszi jégzajlás idején gyakran nagy jégtorlaszokat képez. 
A torkolattól felfelé 1173 km-ig hajózható, de a meder kanyargóssága és a sok zátony megnehezíti a hajózást.

### Mellékfolyói
- jobbról: a Kemcsug (441 km), a Csicskajul (450 km) és az Ulujul (411 km)
- balról: a Kija (548 km) és a Jaja (380 km)

## Városok
- Acsinszk, 114 000 fő (2006); város a Transzszibériai vasútvonalon vasúti és közúti híddal; kőolajfinomító, cementgyár.
- Nazarovo, 54 900 fő (2005)
- Aszino, 27 500 fő (2007); közelében 2006-ban új közúti híd épült a Tomszki terület északkeleti vidékei felé.

A folyó neve az egykori őslakosok, a türk nyelvű népekhez tartozó csulimok nevét őrzi. Képviselőik a folyó középső és alsó szakaszának kisebb településein élnek.